# 谢尔丁县

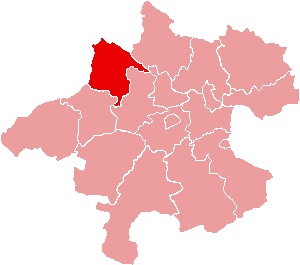
谢尔丁县在上奥地利州的位置

谢尔丁县（德語：Bezirk Schärding）是奥地利上奥地利州所辖的一个县。总面积618.5平方公里，总人口56996，人口密度92人/平方公里（2001年）。行政中心位于谢尔丁。

## 行政区域
谢尔丁县辖有30个市镇。